# Lucarelli Film
La Lucarelli Film è stata la prima casa di produzione cinematografica istituita in Sicilia.
Prende il nome dal suo fondatore, Raffaello Lucarelli, pioniere umbro del cinema trapiantato a Palermo.

## Storia
L'iniziativa cinematografica di Raffaello Lucarelli segnò l'avvento di un'industria del cinema muto a Palermo. Nel 1905, infatti, Lucarelli iniziò a girare le prime pellicole e nel 1906, dopo un soggiorno di formazione a Parigi, il pioniere del cinema palermitano avviò un'intensa attività di produzione di documentari sulla vita cittadina.
Tra questi si ricordano, in particolare, Festa a Villa Igiea (1906), Il matrimonio Florio-Montereale (1909), La venuta in Sicilia dell’imperatore di Germania Guglielmo II (1909), Feste commemorative di Palermo (1910), Il bacino idroelettrico di Piana dei Greci (1910), I Cantieri Navali di Palermo (1910) e L’arrivo dei vinti del generale Ameglio a Rodi (1912). Tali documentari vennero distribuiti tramite la Sicania Film, società di distribuzione creata da Lucarelli e ribattezzata Industrie Cinematografiche Lucarelli nel 1908.
Dal 1913 al 1915, anche grazie alla collaborazione con la parigina Pathé, la Lucarelli Film fece il grande salto dal documentario al lungometraggio a soggetto, proiettandosi in una dimensione europea. Tra i titoli prodotti dalla casa palermitana si annoverano La bufera (1913), Più forte dell’Odio (1913), Il silenzio del cuore (1914), Rosa Thea (1914), Fior di rupe (1914); in regime di co-produzione con la Casa svizzera Lumen-Film, realizzò Il romanzo fantastico del Dr. Mercanton o il giustiziere invisibile (1915) e Profumo mortale (1915).
Alla Lucarelli Film si deve anche la nascita delle prime accademie di recitazione cinematografica a Palermo, tra cui la scuola di Paolo Azzurri e l’Accademia d’Arte Cinematografica diretta da Leo Benfante.
Nel 120° della fondazione, l'Archivio Siciliano del Cinema di Palermo ha tributato alla Casa una mostra digitale e una serie di pubblicazioni alla memoria.